# Migas giveni
Migas giveni är en spindelart som beskrevs av Wilton 1968. Migas giveni ingår i släktet Migas och familjen Migidae. Inga underarter finns listade i Catalogue of Life.